# A Little Love Never Hurts
A Little Love Never Hurts (hangul: 사랑해서 남주나; rr: Saranghae-seo Namjuna; lit. Você vai Amar e Doar?) foi uma série de televisão sul-coreana de drama estrelada por Hong Soo-hyun, Lee Sang-yeob, Shin Da-eun e Seo Ji-seok. Foi ao ar na MBC de 28 de setembro de 2013 a 30 de março de 2014, aos sábados e domingos às 20h40, totalizando 50 episódios.

## Elenco
- Hong Soo-hyun como Song Mi-joo[4]
- Lee Sang-yeob como Jung Jae-min[4]
- Shin Da-eun como Eun Ha-kyung[4]
- Seo Ji-seok como Eun Ha-rim[4]
- Park Geun-hyung como Jung Hyun-soo[4]
- Cha Hwa-yeon como Hong Soon-ae[4]
- Choi Su-rin como Shin Soo-jung[4]
- Yoo Ho-jeong como Jung Yoo-jin[4]
- Kim Seung-soo como Kang Sung-hoon[4]
- Han Go-eun como Jung Yoo-ra[4]
- Kang Seok-woo como Song Ho-seob[4]
- Yu Ji-in como Lee Hye-sin[4]
- Nam Bo-ra como Song Eun-joo[4]
- Yoon Park como Kim Joon-sung
- Kim Na-woon como Lee Yeon-hee[4]
- Choi Jung-woo como Eun Hee-jae[4]
- Jung Jae-soon como Eun Hee-ja[4]
- Seo Dong-won como Song Byung-joo[4]
- Oh Na-ra como Kim Ji-young[4]
- Cho Yeon-woo como Jang Yoon-chul[4]